# Рульков, Евгений Адамович
Евгений Адамович Рульков (9 марта 1950, Ермаки, Смоленская область — 9 марта 2021, Иркутск) — советский и российский государственный, политический и партийный деятель КПСС и КПРФ. Депутат Государственной Думы VI созыва (2011—2016 г.), член комитета Госдумы по аграрным вопросам, член фракции КПРФ.

## Биография
В 1972 году получил высшее образование по специальности «Зоотехния» окончив Иркутский сельскохозяйственный институт. В 1991 году прошёл переподготовку по специальности «Политология» в Академии общественных наук Центрального комитета КПСС.
С 1972 по 1975 год работал в совхозе «Жигаловский» в должности главного зоотехника. С 1976 по 1982 год работал в Иркутском областном Госплемобъединении в должности зоотехника, старшего зоотехника, начальником племенного отдела, заместителем начальника объединения.
С 1983 по 1987 год работал в Иркутском обкоме КПСС в должности инструктора, заместителем заведующего отделом сельского хозяйства и перерабатывающей промышленности. С 1987 по 1991 год работал в Братском райкоме КПСС, являлся членом Иркутского обкома КПСС.
С 1992 по 2004 год работал генеральным директором ЗАО «Иркутсксвинопром», являлся основателем и соучредителем организации. С 1996 по 2000 годы являлся членом президиума Агропромышленного союза Иркутской области.
В 2004 году баллотировался в составе списка КПРФ в депутаты Законодательного Собрания Иркутской области, по результатам распределения мандатов был избран депутатом. Исполнял депутатские полномочия на постоянной основе, работал в депутатской комиссии по контрольной деятельности в должности заместителя председателя, с 2007 года являлся председателем комиссии.
В 2008 году был выдвинут по спискам КПРФ в депутаты Законодательного Собрания Иркутской области, по итогам выборов был второй раз избран депутатом. Работал в Законодательном Собрания Иркутской области на постоянной основе в должности заместителя председателя комиссии по контрольной деятельности. В 2011 году досрочно сложил полномочия депутата Законодательного Собрания в связи с избранием в Госдуму.
В декабре 2011 года баллотировался в депутаты Госдумы в составе списка КПРФ, по результатам распределения мандатов стал депутатом Государственной Думы VI созыва.
После окончания срока депутатских полномочий в 2016 году, занимался партийной работой, по состоянию на конец 2018 года являлся вторым секретарём Иркутского обкома КПРФ.
Скончался в день своего рождения 9 марта 2021 года.
Был женат, воспитывал сына и дочь.

## Награды
- Благодарственное письмо Председателя Совета Федерации ФС РФ
- Почетная грамота губернатора Иркутской области
- Благодарственное письмо Губернатора Иркутской области
- Благодарственное письмо Законодательного Собрания